# Federico Sacco
 (novembre 2024).
Le contenu est difficilement compréhensible vu les erreurs de traduction, qui sont peut-être dues à l'utilisation d'un logiciel de traduction automatique.
Federico Sacco (né le 5 février 1864 à Fossano et mort le 2 octobre 1948 à Turin) était un mycologue et paléontologue italien. De 1897 à 1935, il fut professeur de géologie à l'École Polytechnique de Turin.